# Erich Bohley
Erich Alfred Bohley (* 6. September 1902 in Kaiserslautern; † 20. Dezember 1991 in München) war ein deutscher Jurist.

## Leben
Erich Bohley war eines von vier Kindern aus der Ehe von Peter Bohley und Helena geb. Schwendel. Erich Bohley war verheiratet mit Paula geb. Schmidt (1938–2010). 
Bohley, promovierter Jurist, war 1937 Regierungsrat im Bayerischen Staatsministerium des Innern und später  Senatspräsident am Bayerischen Verwaltungsgerichtshof sowie von 9. März 1954 bis 30. September 1967 berufsrichterliches Mitglied des Bayerischen Verfassungsgerichtshofs.

## Schriften
- Handbuchs des gemeindlichen Steuerrechts. I. Das bayerische Gemeindeabgabenrecht, Jehle-Rehm München 1995, ISBN 3782502019, zusammen mit Ludwig Foohs (Herausgeber)

## Ehrungen
- Verdienstkreuz 1. Klasse des Verdienstordens der Bundesrepublik Deutschland (1976)